# Marker (Norwegen)
Marker ist eine Kommune im norwegischen Fylke Østfold. Die Kommune hat 3655 Einwohner (Stand: 1. Januar 2025). Verwaltungssitz ist die Ortschaft Ørje.

## Geografie

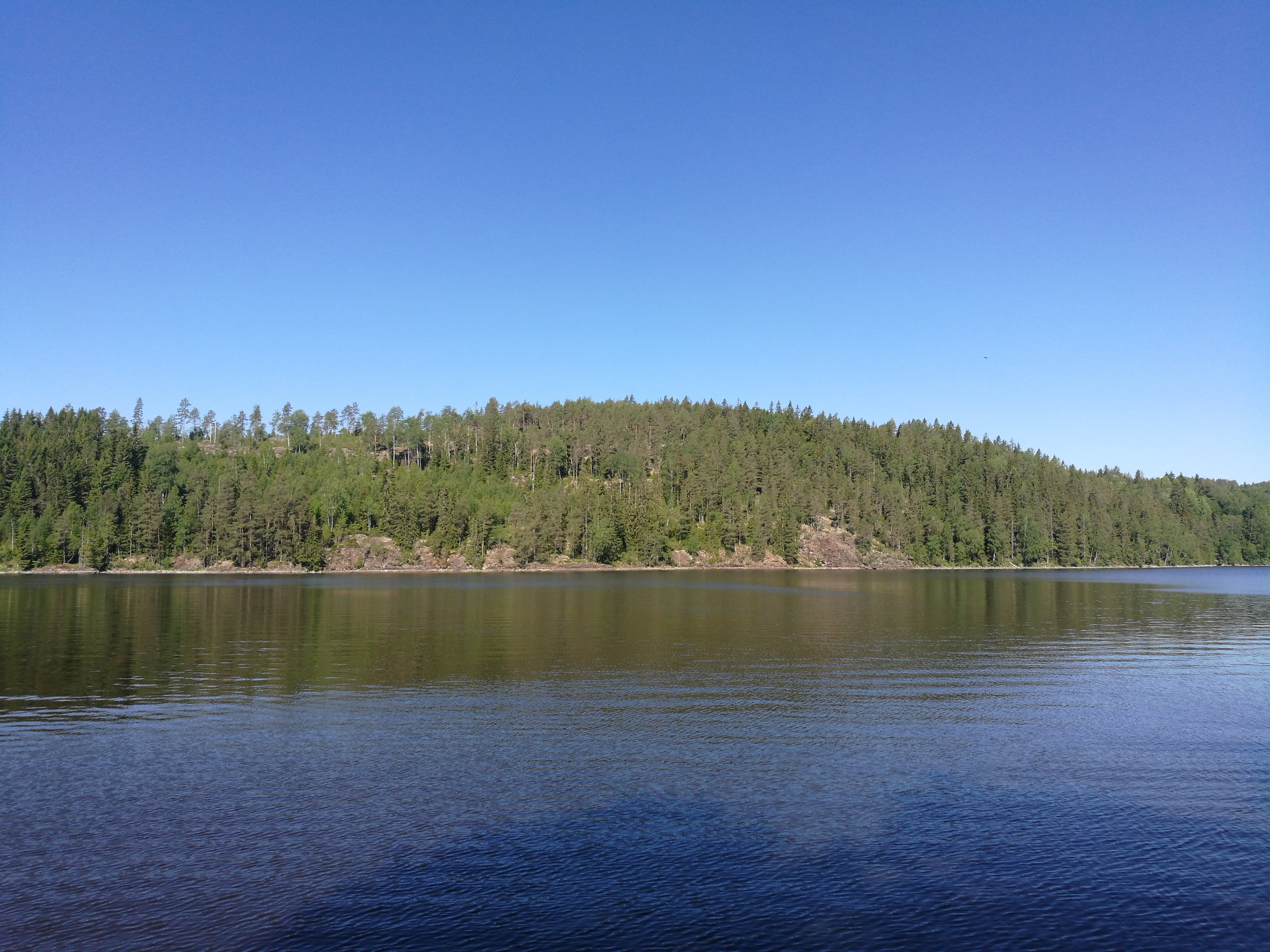
Øymarksjøen

Marker liegt im Osten der Provinz Østfold. Die Gemeinde grenzt an Aurskog-Høland im Norden, Indre Østfold im Nordwesten, Rakkestad im Südwesten sowie Aremark im Süden. Die nördliche Nachbarkommune Aurskog-Høland liegt im Fylke Akershus. Die Ostgrenze von Marker ist zugleich die Grenze zwischen Norwegen und Schweden. Die Ortschaft Ørje befindet sich im geografischen Zentrum der Gemeinde. Nördlich davon liegt der in Nord-Süd-Richtung langgestreckte See Rødenessjøen, südlich davon der ebenfalls langgestreckte Øymarksjøen. Die beiden Seen sind mit einem Teilstück des Haldenkanals verbunden, welcher die weiter südwestlich gelegene Stadt Halden mit der Ortschaft Skulerud in Aurskog-Høland verbindet. Im Südosten liegt ein Teil des hauptsächlich zu Schweden gehörenden Sees Store Le in der Kommune.
Die höchste Erhebung ist der Linnekleppen mit einer Höhe von 325,2 moh. Die Erhebung befindet sich im Südwesten an der Grenze zu Rakkestad.

## Einwohner

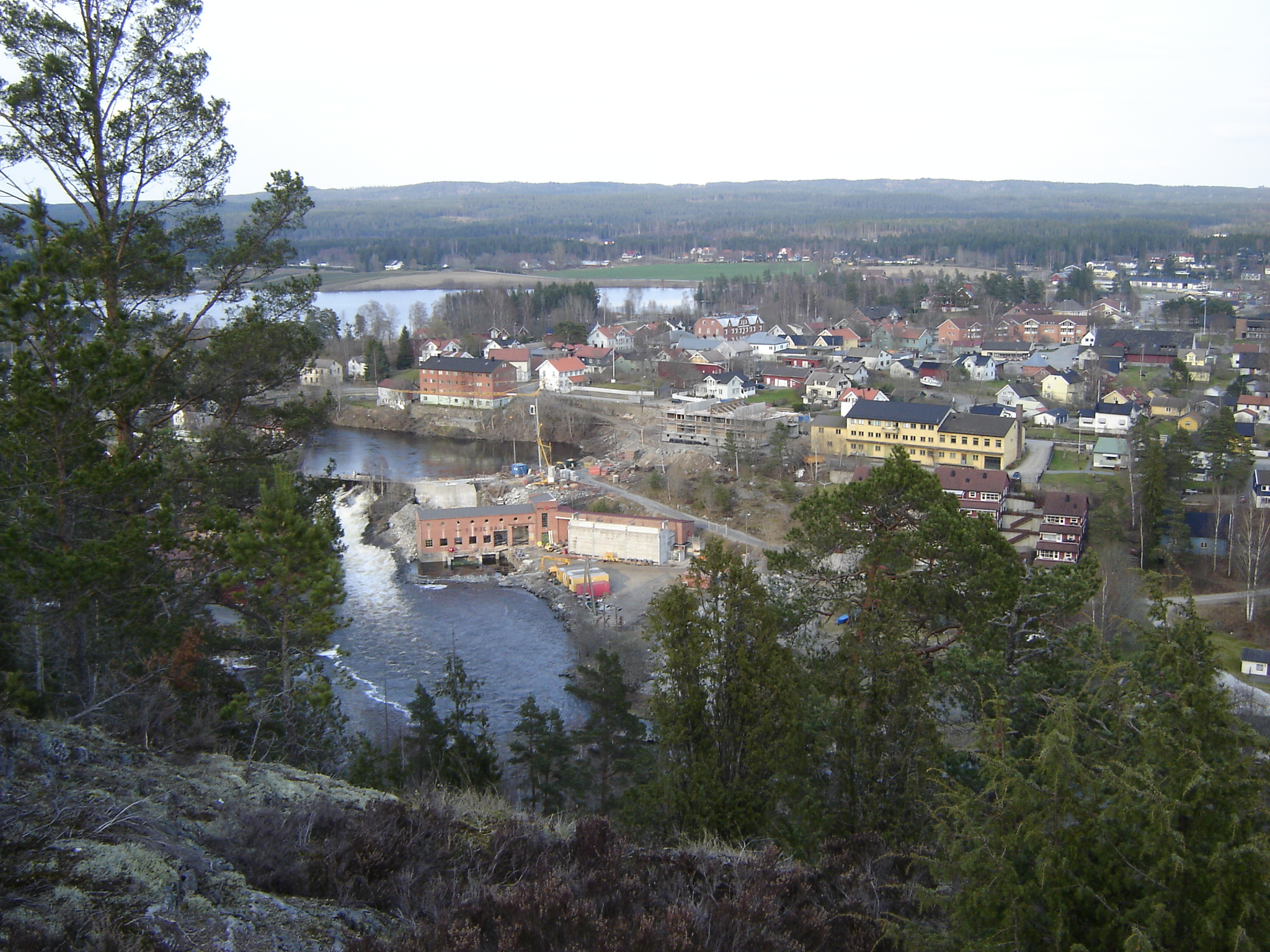
Blick auf Ørje

Die Einwohnerzahlen von Marker sind relativ stabil, von 1950 bis 2020 stieg sie nur leicht von 3515 auf 3595 Menschen an. Die Einwohner leben vor allem in den landwirtschaftlich nutzbaren Gebieten entlang der Ufer des Øymark- und des Rødenessjøen. Die Bereiche an den Gemeindegrenzen im Osten und Westen sind größtenteils unbewohnt. Ørje ist der einzige sogenannte Tettsted, also die einzige Ansiedlung, die für statistische Zwecke als eine städtische Siedlung gewertet wird. Zum 1. Januar 2024 lebten dort 1859 Einwohner.
Die Einwohner der Gemeinde werden Marking genannt. Offizielle Schriftsprache ist Bokmål, also die weiter verbreitete der beiden norwegischen Sprachformen.

## Geschichte
Die Gemeinde Marker wurde zum 1. Januar 1964 gegründet. Sie entstand durch die Zusammenlegung von Øymark mit damals 2091 und Rødenes mit damals 1314 Einwohnern. Øymark war zuvor zum 1. Juli 1903 von Aremark abgetrennt worden. Rødenes war ach der Einführung der lokalen Selbstverwaltung im Jahr 1837 gegründet worden, 1902 wurde davon die 492 Einwohner fassende Gemeinde Rømskog ausgegliedert. Nach einer landesweiten Regionalreform gehörte Marker von 2020 bis 2023 zum Fylke Viken.
Von 1852 bis 1860 wurde der Haldenkanal gebaut. Dieser wurde vor allem für die Flößerei und den Personenverkehr von Bedeutung. Flößerei wurde bis 1983 betrieben, bevor sie eingestellt wurde. Die Schleuse bei Ørje besteht aus drei Kammern und überwindet eine Höhe von etwa zehn Metern. Aufgrund der Lage an der Grenze wurden in Marker zu Beginn des 20. Jahrhunderts Forte und Festungen angelegt. Die Holzkirche Klund kirke wurde im Jahr 1888 erbaut. Weitere Kirchen sind die Ørje kirke aus dem Jahr 1931, die Øymark kirke aus dem Jahr 1879 sowie die Rødenes kirke aus dem Jahr 1275.

## Wirtschaft und Infrastruktur

### Verkehr
Von Westen kommend führt die Europastraße 18 (E18) vorbei an Ørje und weiter an die schwedische Grenze. Bei Ørje kreuzt der Fylkesvei 21, der am Ostufer der beiden Seen Rødenessjøen und Øymarksjøen verläuft, die Straße. Auch an den Westufern verlaufen Straßen.

### Wirtschaft
Die wichtigsten Wirtschaftszweige der Gemeinde sind die Land- und Forstwirtschaft. Auf den landwirtschaftlich genutzten Flächen werden überwiegend Getreide und Ölpflanzen angebaut. Die Industrie konzentriert sich vor allem auf die Ortschaft Ørje, wobei vor allem die Holz- und die Lebensmittelindustrie von größerer Bedeutung sind. Im Jahr 2019 arbeiteten von 1675 Arbeitstätigen nur 849 in Marker selbst, der Rest verteilte sich unter anderem auf die damaligen Kommunen Eidsberg und Askim (heute Indre Østfold) und Oslo.

## Wappen
Das seit 1982 offizielle Wappen der Kommune zeigt zwei silberne Flößerhaken auf blauem Hintergrund. Sie sollen die Bedeutung der Flößerei symbolisieren. Über die zwei Haken soll die Zusammensetzung aus den beiden ehemaligen Gemeinden dargestellt werden.